# جان لويس غاسكيه
جان لويس غاسكيه (بالفرنسية: Jean-Louis Gasset)‏ (من مواليد 9 ديسمبر 1953) هو لاعب كرة قدم فرنسي سابق في خط الوسط، وكذلك مدرب كرة قدم سابق.
لعب كل حياته الكروية مع نادي مونبلييه في الفترة ما بين 1975 وعام 1985. ثم اتجه للتدريب حيث دورب العديد من الأندية، أبرزها نادي مونبلييه حيث فاز معهم بلقب كأس إنترتوتو في عام 1999.

## روابط خارجية
- جان لويس غاسكيه على موقع قاعدة بيانات كرة القدم.إي يو (الإنجليزية)
- جان لويس غاسكيه على موقع Soccerbase.com (مدرب) (الإنجليزية)